# Marko Bacak
Marko Bacak (* 14. November 1995 in Berlin) ist ein deutsch-kroatischer Basketballspieler.

## Spielerlaufbahn
Bacak wurde in Berlin geboren. Im Alter von 15 Jahren begann seine Basketball-Vereinskarriere, er spielte in der Jugend von Basketball Berlin Süd, in der Saison 2013/14 dann für die damalige Spielgemeinschaft DBV Charlottenburg/TuS Lichterfelde auch in der Herrenmannschaft (erste Regionalliga). Im Spieljahr 2014/15 trug er das Hemd der zweiten Mannschaft Alba Berlins in der ersten Regionalliga.
Bacak, der im August 2015 die deutsche Staatsbürgerschaft annahm, wechselte zur Saison 2015/16 zum Bundesligisten EWE Baskets Oldenburg, um zunächst vornehmlich in der Nachwuchsfördermannschaft EWE Baskets Akademie Weser-Ems/Oldenburger TB in der 2. Bundesliga ProB eingesetzt zu werden. Im März 2016 gab er im Spiel gegen Crailsheim seinen Einstand in der Basketball-Bundesliga. In der ProB-Saison 2015/16 etablierte sich der Center in der zweiten Mannschaft der Oldenburger schnell als Leistungsträger und erzielte in insgesamt 24 Partien im Schnitt 7,7 Punkte pro Spiel. In der Saison darauf hob er seine Werte um fast drei Zähler auf durchschnittlich 10,3 Punkte je Begegnung an. Auch seine 6,8 Rebounds pro Partie waren bis dahin ein Karriere-Bestwert. Bis zum Ende der Saison 2018/19 bestritt er 52 Bundesliga-Spiele für die Niedersachsen. Sein erfolgreichstes Bundesliga-Spiel lieferte der 2,10 Meter große Brettspieler im Oktober 2018 ab, als er gegen die Oettinger Rockets in zehn Minuten sechs Punkte und zwei Rebounds erzielte.
In der Sommerpause 2019 einigte sich Bacak mit Zweitligaaufsteiger Wiha Panthers Schwenningen auf einen Vertrag für die Saison in der ProA. Beim Aufsteiger bestritt er alle 28 Saisonspiele. Die ProA 2019/20 musste allerdings vorzeitig aufgrund der COVID-19-Pandemie abgebrochen werden. Mit Mittelwerten von 10,4 Punkten und 5,3 Rebounds pro Partie gehörte Bacak zu den erfolgreichsten Akteuren seiner Mannschaft. Die Schwenninger belegten in der Abschlusstabelle den neunten Rang.
Im Juli 2020 gaben die Bayer Giants Leverkusen die Verpflichtung des Centers für die Spielzeit 2020/21 in der 2. Bundesliga ProA bekannt. Anfänglich hatte Bacak Schwierigkeiten, sich im System der Leverkusener zurechtzufinden, wurde später jedoch zu einem wichtigen Bestandteil. Bei der deutlichen 75:103-Niederlage bei den MLP Academics Heidelberg erzielte der Brettspieler 18 Punkte, was sein höchster Wert in der Saison 2020/21 war. Zum Ende der Hauptrunde kratzte Bacak mit 15 Zählern, 9 Rebounds und 7 Assists gegen die PS Karlsruhe Lions (99:85) am Triple-Double. Er zog sich kurz darauf eine Verletzung am Ellenbogen zu, weshalb er rund drei Wochen pausieren musste. Die Hauptrunde beendete er mit durchschnittlich 9,8 Punkten und 3,8 Rebounds je Begegnung. In den Playoffs der ProA-Saison 2020/21 kehrte er am dritten Spieltag (23. April 2021) gegen die Rostock Seawolves (8 Zähler und einen Rebound) auf das Parkett zurück. Schlussendlich erreichte er mit den Leverkusenern das Finale. Gegen Heidelberg verloren die Leverkusener die Endspiel-Serie.
Ende April 2021 verlängerten die Leverkusener Verantwortlichen den Vertrag mit Bacak um eine weitere Spielzeit. Leverkusens Trainer Hansi Gnad begründete die Entscheidung zur Verlängerung damit, „dass er (Bacak) über sehr großes Potenzial verfügt und man ihm dabei helfen möchte, dieses voll auszuschöpfen.“ Mit den Rheinländern erreichte Bacak wie im Vorjahr den fünften Tabellenplatz in der Hauptrunde. Im Viertelfinale bezwang man die Gladiators Trier mit 3:1-Siegen. Im Anschluss unterlag man den Tigers Tübingen glatt mit 0:3. Bacak lief für die Leverkusener in 39 Pflichtspielen auf, erzielte je Begegnung 9,2 Punkte und 4,4 Rebounds. Sein bestes Spiel 2021/22 lieferte er am 3. März 2022 gegen die Eisbären Bremerhaven (12 Punkte, 15 Rebounds) ab.
Bacak verließ die Rheinländer in der Sommerpause 2022 und schloss sich dem Zweitliga-Konkurrenten Artland Dragons im niedersächsischen Quakenbrück an. Er war Leistungsträger der Niedersachsen und brachte es während der Saison 2022/23 in 30 Einsätzen auf Mittelwerte von 11,1 Punkten sowie 5,6 Rebounds. Hernach verließ er Quakenbrück und wechselte innerhalb der zweiten Liga nach Trier.
In der Sommerpause 2024 wurde Bacak vom Zweitligisten SC Rasta Vechta II verpflichtet. In der Saison 2024/25 erzielte er durchschnittlich 6 Punkte je Begegnung und stieg mit den Niedersachsen ab. Mitte Juni 2025 gab Zweitligist EPG Guardians Koblenz seine Verpflichtung bekannt.

## Nationalmannschaft
Bacak nahm mit der kroatischen Jugend-Nationalmannschaft im Sommer 2014 sowie im Sommer 2015 jeweils an der U20-Europameisterschaft teil.